# Havaska
A Havaska női név újabb névalkotás a havas szóból, -ka kicsinyítőkézővel. Lehet, hogy a régi magyar Havadi személynév volt a mintája, aminek a jelentése hold. A havadi ma székely tájszó, aminek a jelentése tavaszi virág (fehér nárcisz, hóvirág).

## Gyakorisága
Az 1990-es években szórványos név, a 2000-es években nem szerepel a 100 leggyakoribb női név között.

## Névnapok
- augusztus 5.[2]

## Híres Havaskák
Fehér Tibor: A könyves király című regényben szereplő Havaska, Könyves Kálmán király öccsének, Álmos hercegnek gyermekkori szerelme volt.